# Analyse pétrographique
L'analyse pétrographique est l'analyse des caractéristiques de la roche pour, notamment, identifier son origine. Cette technique est utilisée dans l'étude de l'origine des pierres notamment des pierres de haches du Néolithique. Le principe en est l'analyse microscopique et la comparaison informatique à une banque de données de référence. Elle est aussi utilisée pour déterminer l'origine des poteries.